# Сова-лісовик бура
Сова-лісовик бура (Strix virgata) — вид птахів родини совових (Strigidae). Поширений у Неотропіці.

## Поширення
Мешкає у тропічних лісах Центральної та Південної Америки від Мексики до Північної Аргентини.

## Підвиди
Виділяють сім підвидів:
- Strix virgata squamulata (Bonaparte, 1850), в Західній Мексиці.
- Strix virgata tamaulipensis Phillips, JC, 1911, на північному сході Мексики.
- Strix virgata centralis (Griscom, 1929), від Південної Мексики до Західної Панами.
- Strix virgata virgata (Cassin, 1849), від Східної Панами до Колумбії, Еквадору, Венесуели та Тринідаду.
- Strix virgata macconnelli (Chubb, C, 1916), у Гаяні, Суринамі та Французькій Гвіані.
- Strix virgata superciliaris (Pelzeln, 1863), в північно-центральній і північно-східній частинах Бразилії.
- Strix virgata borelliana (Bertoni, AW, 1901), на півдні Бразилії.

## Опис
Сова досягає від 30 до 35 сантиметрів завдовжки. Оперення зверху темно-коричневе зі світлими плямами, знизу біле або жовтувато-буре з чіткими темно-бурими смугами. Існує кілька регіонально обмежених варіантів забарвлення, в яких цятки на верхній стороні переходять у смуги. Птахи Амазонської низовини, навпаки, червонувато-коричневі, трохи більші та мають помарнчево-жовті смуги. Лицевий диск дуже добре розвинений і облямований білими пір'ям.

## Спосіб життя
Сова бура дуже поширена у своєму ареалі. Птах веде нічний спосіб життя і переважно поодинокий. Сезон розмноження починається з квітня по травень. Самиця відкладає два брудно-коричневих яйця в дуплі дерева або в покинуте гніздо хижого птаха.